# グリーン大阪農業協同組合
グリーン大阪農業協同組合（グリーンおおさかのうぎょうきょうどうくみあい、通称JAグリーン大阪）は、大阪府東大阪市に本店を置く農業協同組合である。

## 概要
- 設立：1998年（平成10年）2月1日 東大阪市と八尾市の8JAが合併して発足
- 本店所在地：東大阪市荒本北1-5-50

## 沿革
- 1997年（平成9年）9月 8JA（大阪英田､大阪玉川､盾津､若江､縄手､三野郷､楠根､意岐部）合併臨時総会
- 1998年（平成10年）2月 グリーン大阪農業協同組合発足
- 2010年（平成22年）11月 新本店業務開始、直売所 フレッシュ・クラブ（本店）オープン

## 事業区域
- 東大阪市
- 八尾市

## 農産物直売所
東大阪市で栽培されたエコ野菜を購入することで、地元の農地の守り手となる地産地消運動「ファームマイレージ」を行なっている。
- フレッシュ・クラブ（本店）
- フレッシュ・クラブ（吉田店）
- フレッシュ・クラブ（東花園店）